# آلسیو کانسا
آلسیو کانسا (انگلیسی: Alessio Canessa؛ زادهٔ ۱۲ سپتامبر ۱۹۹۹) بازیکن فوتبال است.
از باشگاه‌هایی که در آن بازی کرده‌است می‌توان به باشگاه فوتبال لیورنو اشاره کرد.